# بلن گارسیا
بلن گارسیا اسپینار (زاده ۲۶ ژوئیه ۱۹۹۹ در L'Ametlla del Vallès) یک راننده مسابقه‌ای خانم اسپانیایی است.  او یک برنده مسابقات فرمول ۴ و ال‌ام‌پی۳ اسپانیا است و در سال ۲۰۲۲ در مسابقات سری زنان به مقام پنجم رسید.

او در حال حاضر در مسابقات لمانز اروپایی رانندگی می کند.
با راننده مارتا گارسیا ارتباطی ندارد.

## زندگینامه
بلن گارسیا در لامتلا، یک روستای کوچک در نزدیکی شهر بارسلون به دنیا آمد و بزرگ شد.  پدر و مادرش خوزه لوئیس و پیلار شرکت کارمل سیستم را اداره می‌کنند. پدرش در گذشته نیز یک راننده رالی حرفه‌ای بود.
گارسیا جدا از مسابقات خود، همچنین یک ورزشکار ثبت شده در مسابقات پرش در باشگاه اتلتیک گرانولرز است. گارسیا در مسابقات قهرمانی دو و میدانی زیر ۲۰ سال کاتالونیا در سال ۲۰۱۸ با پرش ۳.۱۶ متر در جایگاه پنجم قرار گرفت.